# Станюкович, Кирилл Петрович
Кирилл Петрович Станюкович (18 февраля (2 марта) 1916, Москва, Российская Империя — 4 июня 1989, Москва, СССР) — советский учёный-астроном, газодинамик; доктор физико-математических наук (1947), профессор (1952).

## Биография
Происходит из старинного дворянского рода Станюковичей. Известный писатель Константин Михайлович Станюкович был младшим братом деда Кирилла — Александра Михайловича. Отец учёного — Пётр Александрович (†1933), был служащим Московско-Курской железной дороги, мама — Софья Здиславовна Крачкевич.
В начале 1930-х годов старшеклассником заинтересовался астрономией и вступил в Московское общество любителей астрономии (МОЛА). Там произошло его знакомство с Леонидом Куликом — знаменитым подвижником-искателем Тунгусского метеорита. Кирилл также увлёкся метеоритикой. В 1930 году в «Бюллетене коллектива наблюдателей МОЛА» вышла первая статья Станюковича (в соавторстве с И. Е. Васильевым) «Лириды в 1930 году».
Среднюю школу окончил в 1934 году и поступил на механико-математический факультет МГУ. Учился заочно, вынужденный подрабатывать после смерти отца, работал экскурсоводом на астрономической выставке в Центральном парке культуры и отдыха, затем возглавил астрономический кружок в Московском доме пионеров, преподавал физику, математику и астрономию в средней школе. В 1938—1939 годах выезжал в Курск и Белгород с чтением лекций для студентов-заочников Московского заочного университета.
В 1939 году окончил механико-математический факультет МГУ им. М. В. Ломоносова по специальности «астрономия». В том же году был призван в Красную армию, служил в авиачастях, младший командир. В 1941 году был демобилизован из армии по болезни глаз. Вольнонаёмный, сотрудник Центрального Проектного Инженерного Института Красной Армии, инженер-лейтенант.
В 1942—1945 годах работал в комиссии Кафтанова (Курчатова).
В 1944 году защитил кандидатскую, в 1947 году — докторскую диссертацию. В 1952 году получил учёное звание профессора. В 1948 году опубликована его первая книга «Теория неустановившихся движений газа».
С февраля 1945 по сентябрь 1950 года в Военной Артиллерийской Академии имени Ф. Э. Дзержинского: инженер, затем старший преподаватель.
Одновременно с сентября 1947 по май 1949 года работал в Институте химической физики АН СССР в должностях заведующего лабораторией и старшего научного сотрудника.
Также с сентября 1947 по октябрь 1951 года консультант по вопросам газовой динамики в Центральном институте авиационного моторостроения имени П. И. Баранова.
С декабря 1950 по ноябрь 1952 года консультант ВНИИ химического машиностроения.
С 14 марта 1952 года профессор кафедры «Боеприпасы» (33-1) МВТУ. В 1953—1956 годах заведующий кафедрой «Высшая математика», в 1956—1961 годах — вновь профессор кафедры М-5 (М-2 «Боеприпасы», бывшая 33-1).
- С ноября 1961 по сентябрь 1965 года начальник лаборатории во Всесоюзном научно-исследовательском институте электромеханики,
- с сентября 1965 по апрель 1967 года начальник отдела во Всесоюзном научно-исследовательском институте интроскопии.
- 1 апреля 1967 года переведён во Всесоюзный научно-исследовательский Институт оптико-физических измерений системы Госстандарта СССР: заместитель директора, с 18 ноября 1969 года начальник сектора гравитации и одновременно — начальник лаборатории.
- 1 августа 1970 года переведён на должность начальника отдела гравитации во Всесоюзный научно-исследовательский институт физико-технических и радиотехнических измерений (ВНИИФТРИ).
- с 1 апреля 1976 года вернулся во Всесоюзный научно-исследовательский Институт оптико-физических измерений на должность начальника отдела методов механики сплошных сред и теории поля.
- с 30 июня 1982 года переведён во Всесоюзный научно-исследовательский центр по изучению свойств поверхности и вакуума на должность Начальника одного из «номерных» отделов.
- С апреля 1989 года главный специалист Межотраслевого научно-инженерного центра «Природные ресурсы».

Скоропостижно скончался от инсульта. Урна с прахом захоронена в закрытом колумбарии Донского кладбища.

## Научная деятельность
Первые работы по астрономии опубликовал в 1932—1934 гг. В 1932 году совместно с И. Е. Васильевым впервые в СССР получил фотографию метеора через обтюратор с двух пунктов, что позволило вычислить его высоту, траекторию, скорость и торможение в атмосфере.
В 1944 году совместно с Л. Д. Ландау решил задачу о схождении сферической детонационной волны (имплозии), явившуюся теоретической основой для разработки атомного оружия.
Совместно с В. В. Федынским разработал теорию кратерообразующих метеоритов.
В 1960-х годах обратился к вопросами теории гравитации, разрабатывал гипотезу о «планкеонах», не получившую подтверждения.
Автор более 600 научных работ.

### Избранные труды
- Станюкович К. П., Федынский В. В. О разрушительном действии метеоритных ударов. — ДАН СССР, Новая серия, 1947, т. 57, № 2.
- Баум Ф. А., Каплан С. А., Станюкович К. П. Введение в космическую газодинамику. — М.: Физматгиз, 1958. — 424 с. — 4000 экз.
- Баум Ф. А., Станюкович К. П., Шехтер Б. И. Физика взрыва. — М.: Физматгиз, 1959. — 800 с. — 6500 экз. || Физика взрыва / Под ред. К. П. Станюковича. — 2-е  изд., перераб. — М.: Наука, 1975. — 704 с. — 5600 экз. /  / Под ред. Л. П. Орленко. — 3-е изд., испр. — М.: Физматлит, 2004.
- Васильев М. В., Станюкович К. П. В глубины неисчерпаемого. — М.: Атомиздат, 1975. — 239 с. — 110 000 экз.
- Васильев М. В., Станюкович К. П. В мире семи стихий. — М.: Мол. гвардия, 1961. — 254 с. — 33 000 экз.
- Васильев М. В., Станюкович К. П. Сила, что движет мирами : (О материи живой и спящей). — М.: Атомиздат, 1969. — 192 с. — 95 000 экз. || Васильев М. В., Климонтович Ю. Н., Станюкович К. П. Id. — 2-е изд., перераб. и доп. — М.: Атомиздат, 1978. — 160 с. — 50 000 экз.
- Газодинамические основы внутренней баллистики : [Учеб. пособие для высш. техн. учеб. заведений] / Под общ. ред. К. П. Станюковича. — М.: Оборонгиз, 1957. — 384 с. — 4500 экз.
- Станюкович К. П. Гравитационное поле и элементарные частицы. — М.: Наука, 1965. — 312 с. — 7600 экз.
- Станюкович К. П. К вопросу о квантовании интервала. — М., 1970. — 10 с. — 200 экз.
- Станюкович К. П. К вопросу о соотношениях между космологическими и квантовыми константами. — Киев, 1972. — 10 с. — 450 экз.
- Станюкович К. П. Масштабная инвариантность и уравнения гравитационного поля. — Киев: [ИТФ], 1974. — 17 с. — 295 экз.
- Станюкович К. П. Неустановившиеся движения сплошной среды. — М.: Гостехиздат, 1955. — 804 с. — 5000 экз. || . — 2-е изд., перераб. и доп. — М.: Наука, 1971. — 856 с. — 6000 экз.
- Станюкович К. П. Теория неустановившихся движений газа. — М.: изд-во Бюро новой техники, 1948. — 164 с.
- Станюкович К. П. Элементы прикладной теории неустановившихся движений газа. — М.: Оборонгиз, 1953. — 136 с.
- Станюкович К. П., Мельников В. Н. Гидродинамика, поля и константы в теории гравитации. — М.: Энергоатомиздат, 1983. — 256 с. — 2000 экз.
- Станюкович К. П., Орленко Л. П. Основы теории действия взрыва : Учеб. пособие. — М., 1964. — 163 с. — (Воен.-инж. акад. им. В. В. Куйбышева).

## Семья
Жена (с 1946 года) — Ядвига Владиславовна Козловская.
Сын — Андрей (1948—2015), доктор исторических наук.

## Особенности характера
В члены-корреспонденты АН СССР Кирилла Петровича представляли не один раз. И каждый раз проваливали. Почему? Он был весьма невоздержан на язык: не стесняясь, ругал и отдельных академиков, и порядки в Академии наук. Сведения об этих высказываниях, несомненно, доходили до руководства Академии. Как и его самооценки. Кирилл Петрович был о себе достаточно высокого мнения, чего и не скрывал.— В. А. Бронштэн

## Награды
- орден Трудового Красного Знамени (1954)
- Заслуженный деятель науки и техники РСФСР (1974)
- Государственная премия СССР (1981).